# Temps atòmic internacional
Temps atòmic internacional és un estàndard atòmic d'alta precisió per mesurar el temps propi d'un cos geoide amb un rellotge atòmic.

## Cronologia
L'escala del temps es lligava al període de rotació de la Terra, que se suposava uniforme, anomenat temps universal o TU, On el segon estava definit com a 1/86.400 del dia solar mitjà. No obstant això, la rotació de la Terra no és uniforme per múltiples causes (com forces de marea o sobretot a interaccions gravitatòries amb el Sol i la Lluna). Per resoldre aquest problema es defineix el Temps d'efemèrides o TE, que es basa en el moviment orbital de la Terra al voltant del Sol més que en la rotació de la Terra sobre el seu eix.
En 1949 es va posar en funcionament el primer rellotge atòmic basat en la freqüència de ressonància de la molècula d'amoníac, però no era més precís que un rellotge amb oscil·lador de quars.
En els anys 1950 va aparèixer el primer rellotge de feix de cesi, en 1958 es va començar a fer servir per mesurar el temps de forma experimental.
En 1960 es va instal·lar el primer màser d'hidrogen, l'exactitud dels nous rellotges és de l'ordre del microsegon per any. Els astrònoms van instituir el Temps d'efemèrides (TE), encara que canviaria de nom a 1984 pel de Temps Dinàmic Terrestre (TDT o TT).
L'any 1967, l'extraordinària precisió del rellotge atòmic possibilita que es redefineixi el segon:
| « | Un segon és la durada de 9192631,770 períodes de la radiació emesa en la transició entre els dos nivells hiperfins de l'estat fonamental de l'àtom de cesi 133, a nivell del mar (amb camp magnètic zero). | » |

El nombre d'oscil·lacions va ser escollit perquè la seva durada fos el més semblant possible al segon d'efemèrides estableix 1900.
El 1972 es fa oficial una nova escala de temps: el Temps Atòmic Internacional o TAI.

## Independència del temps astronòmic
El Temps Atòmic vol dir que per primera vegada la unitat de temps, el segon, no està lligada a un fenomen astronòmic.
La navegació, l'aviació i el transport actuals es regeixen pel Temps Atòmic. El Sistema de Posició Geogràfica o GPS (Global Position System) requereix la precisió i estabilitat dels rellotges atòmics per localitzar posicions a la Terra. Cada satèl·lit GPS fa quatre rellotges atòmics amb els quals pot apreciar petitíssimes diferències de temps als senyals emesos, per poder ubicar la posició mitjançant Trilateració (o multilateració).

## Actualitat
El 2007, l'ITF estava exactament 33 segons per davant de la UTC: 10 segons de diferència inicial al començament de 1972, més 23 segons d'avançament de l'UTC des de 1972. El TAI, juntament amb el Temps Universal, més concretament amb el UT1, conformen el Temps Universal Coordinat o UTC, que proporciona els senyals horaris que posen a punt els rellotges.
No obstant això, en no ser uniforme el Temps Universal, la diferència de temps UT1 - TAI es va incrementant progressivament, fins que, per tenir els rellotges en hora, es fa necessari incrementar el UTC en un segon intercalar (leap seconds), i aquest any dura un segon més.
A desembre 2005, es van afegir 22 segons de salt. El Servei Internacional de Rotació de la Terra i Sistemes de Referència (International Earth Rotation and Reference Systems Service) o IERS, i l'Observatori de París, van determinar que el 30 de juny o el 31 de desembre són les dates adequades per afegir o treure un segon a l'any, si cal.
D'acord amb el nou estàndard, un dia ja no té 24 hores. L'any 1986, per exemple, la durada mitjana del dia va ser de 24,00000034 hores.